# Ahoh Ye Nànà
Ahoh Yé Nanà è il sesto e ultimo album in studio del cantautore italiano Enzo Carella, pubblicato nel 2007 dalla Sony BMG.
Il titolo viene da varie interiezioni cantate nel corso dell'album dalle coriste e da Carella. In particolare tutte e tre vengono pronunciate nel brano Lavorare no.

## Tracce
Testi di Pasquale Panella, musiche di Enzo Carella.
1. Oggi non è domani – 4:12
2. Basta il pane – 4:56
3. Lavorare no – 3:42
4. Tramonto – 3:36
5. Estrella misteriosa – 3:25
6. La spina – 4:47
7. Pierina – 3:45
8. Bagnino – 4:07
9. La vita è un'altra – 4:03
10. Banalità – 5:08
11. La canzone su di me – 4:27

Nota: in copertina e nel libretto del CD, i brani Pierina e La canzone su di me furono erroneamente scambiati di posto nella lista tracce.

## Musicisti
- Enzo Carella – voce, chitarre
- Fabio Raponi – tastiere, arrangiamenti
- Cristina Migliaccio – cori
- Daniela Perticarà – cori
- Karima – cori